# Martin Krebs (Admiral)
Martin Krebs (* 26. Juli 1955) ist ein Konteradmiral der Deutschen Marine außer Dienst. Er war in letzter Verwendung Vizepräsident des Bundesamts für das Personalmanagement der Bundeswehr in Köln.

## Leben
Krebs trat im Juli 1974 in die Bundesmarine ein und machte die übliche Ausbildung zum Offizier an der Marineschule Mürwik, auf dem Segelschulschiff Gorch Fock und dem Schulschiff Deutschland. Ab Oktober 1975 studierte er Elektrotechnik an der Helmut-Schmidt-Universität in Hamburg und schloss als Diplom-Ingenieur ab. Ab Januar 1979 setzte er seine Offizierausbildung A an Schulen der Marine fort.
Von Oktober 1983 bis September 1985 war Krebs als Kapitänleutnant Kommandant des U-Jagd-Bootes Hermes. Als Fregattenkapitän führte er von Juni 1994 bis März 1997 die Fregatte Rheinland-Pfalz.
Ab April 2002 war Krebs Leiter des Zentrums für Nachwuchsgewinnung Nord in Hannover. Im Mai 2005 wurde er Abteilungsleiter III im Personalamt der Bundeswehr in Köln. Im Oktober 2007 wurde er Arbeitsbereichsleiter 5 im Planungsstab des Bundesministeriums der Verteidigung in Berlin. 2010 wurde er als Kapitän zur See  stellvertretender Kommandeur und Direktor Lehrgänge der Führungsakademie der Bundeswehr in Hamburg. Im Juli 2011 wurde Krebs zum Flottillenadmiral befördert.
Von Oktober 2012 bis Mai 2015 wurde er als Unterabteilungsleiter II in der Abteilung Personal im Bundesministerium der Verteidigung in Bonn eingesetzt. Von Mai 2015 bis März 2019 war Krebs Vizepräsident beim Bundesamt für das Personalmanagement der Bundeswehr in Köln. Diesen Dienstposten übergab er Ende März 2019 an Brigadegeneral Gunter Schneider und trat nach 44 Dienstjahren in den Ruhestand.
Im Ruhestand entdeckte er den Golfsport für sich und spielt aktiv im Golfclubs Wilhelmshaven-Friesland.